# 3382 Cassidy
3382 Cassidy (1948 RD) là một tiểu hành tinh vành đai chính được phát hiện ngày 7 tháng 9 năm 1948 bởi Giclas, H. L. ở Flagstaff (LO).